# Alessandro Carmelo Ruffinoni
Alessandro Carmelo Ruffinoni (n. Piazza Brembana, Lombardía; 26 de agosto de 1943) es padre scalabriniano y obispo católico italiano. Fue nombrado obispo del Diócesis de Caxias do Sul el 16 de junio de 2010.

## Biografía
Realizó sus estudios en Rezzato y Cermenate y fue ordenado sacerdote scalabriniano el día 8 de marzo del año 1970.
Desde 1988 hasta 1998 fue director del Centro Misionero Padre Luigi Valtulini en Ciudad del Este, Paraguay; y de 1999 a 2004 fue superior provincial en Brasil.
Elegido obispo titular de Furnos Maior en 2006, fue ordenado obispo auxiliar de Porto Alegre el 17 de marzo de 2006 y trasladado a Caxias do Sul el 16 de junio de 2010.

## Galería fotográfica

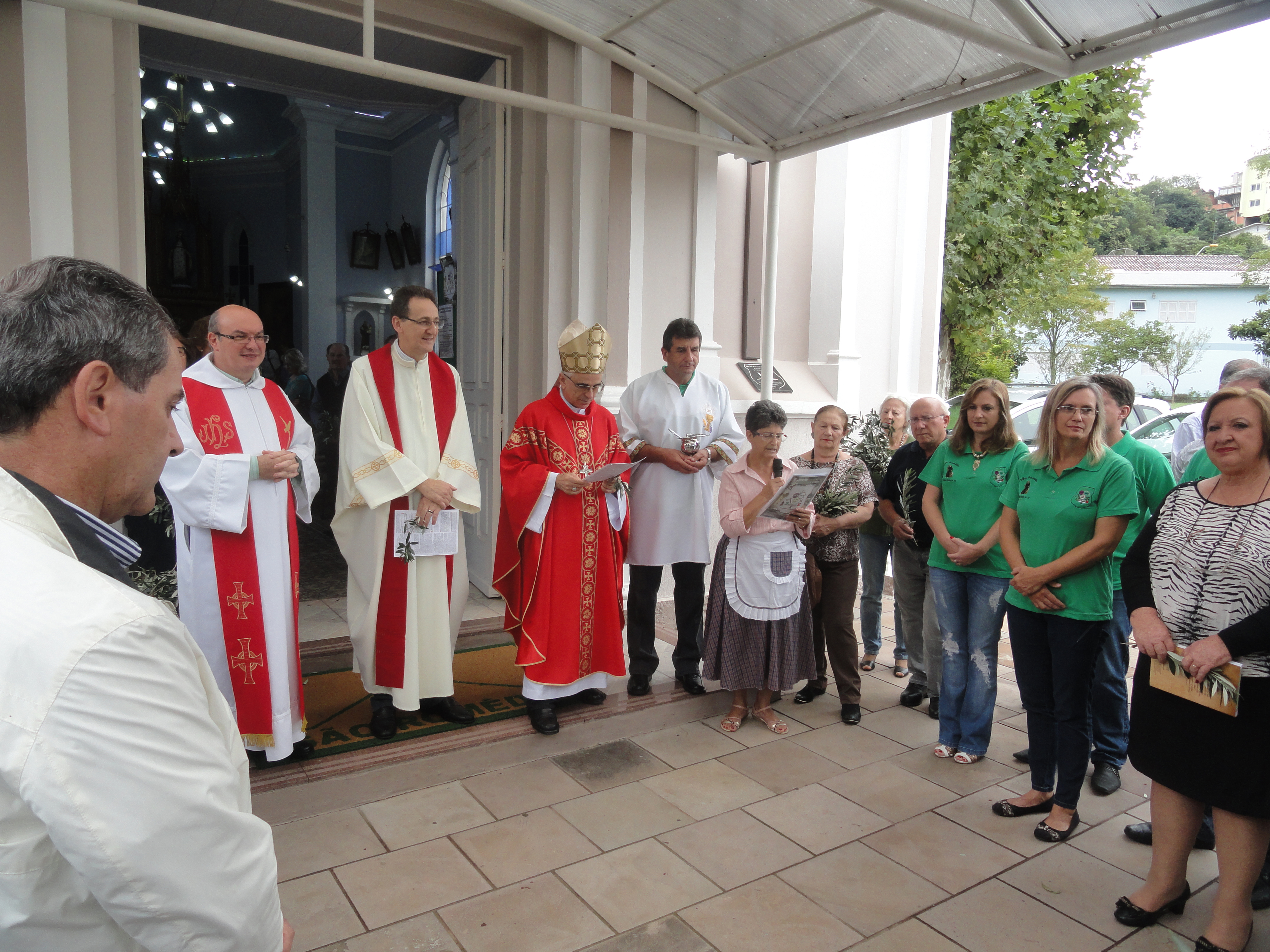
Monseñor Ruffinoni celebra los 140 años de fundación de la Comunidad São Romédio, 20 de abril de 2016.

## Decoraciones
- Medalha do Mérito Farroupilha, 2008[2]